# Час оборотня
«Час оборотня» — советский фильм ужасов 1990 года, снятый режиссёром Игорем Шевченко.

## Сюжет
Григорию Максимовичу Ковалёву чуть за пятьдесят. Вдовец, есть сын, но с ним мужчина общается редко, хотя живет с Васей и его женой вместе на первом этаже типичного коммунального барака у железной дороги. Окраина Одессы, почти частный сектор. Работает Григорий корреспондентом в крупной газете, страдает от одиночества и неустроенности, периодически выпивает с соседом Петей, беседуя с ним по душам за чаем и домашним самогоном. На работе легонько флиртует с красавицей-наборщицей Таей, и, кажется, та к «старику» относится с определенной симпатией, не переступая, впрочем, известные границы. Будущее в газете видится безоблачным: главный редактор не так давно свой пост покинул, и ему на замену прочат именно Григория. Только вот местные говорят: мол, рядом с домами постоянно бродят дикие псы. Странные, непохожие на сородичей. Об этом же пишут в желтой прессе, перескакивая с перестройки на оборотней.
Посмеяться бы, да только после очередных посиделок с Петром Ковалёв сам становится жертвой нападения бродячих собак. Еле удалось скрыться в последнем трамвае, и без травм не обошлось: журналист оказался в больнице с искусанной ногой. А днем ранее милиция обнаруживает бездомного, мертвым; раны — сплошь от острых зубов и когтей. В первую же ночь после укуса Григорий Максимович не дает домашним спать, из его комнаты постоянно доносятся страшные крики и стоны. Легче становится только тогда, когда он выбирается на свежий воздух, едва переставляя ноги, постоянно падая на четвереньки от невыносимой боли. А в небе ярко светит полная луна… Без пяти минут главред быстро меняется, и первым делом невероятные метаморфозы претерпевают его зубы, превращаясь в набор остро отточенных клыков. Ни в одном городе не засыпают в 9-10 вечера. Ночью, пусть редко, но метко продолжается жизнь. Одесса не исключение. Поэтому для «нового» Ковалёва всегда найдется пища. Кто-то вышел покурить, кто-то работает в ночную смену. Да и, в конце концов, летом подъездные двери из-за жары все как одна открыты настежь. Первой жертвой пса-оборотня становится молодой и слишком уж ушлый коллега, который чуть не занял его, Григория, место…

## В ролях
| Актёр             | Роль                                     |
| ----------------- | ---------------------------------------- |
| Михаил Пахоменко  | Григорий Максимович Ковалёв              |
| Александр Балуев  | сын Григория, милиционер Василий Ковалёв |
| Марина Старых     | наборщица Тая                            |
| Сергей Быстрицкий | Гена                                     |
| Лариса Бородина   | дочь Григория, Клавдия                   |
| Вячеслав Гуренков | парторг Пётр Васильевич                  |
| Юрий Ноздрин      |                                          |
| Александр Симонов |                                          |
| Сергей Четвертков | врач                                     |

## Производство

### Съёмки
Съёмками телефильма занималась советская студия Tonis в Одессе.

### Релиз
Фильм был единожды показан в ночном эфире телеканала «Тонис» в 1990 году. «Час оборотня» считался утерянным 31 год, пока заинтересованные активисты из сообщества From Outer Space не занялись его поисками в начале 2021 года. После распада Советского Союза все права на телефильм полностью перешли украинскому телеканалу «Тонис», однако тот прекратил своё существование в 2017 году. Гостелерадиофонд, Национальная библиотека Украины, Национальный центр Александра Довженко и Одесская киностудия дали отрицательный ответ на вопрос о наличии у них в архива такого фильма. Наконец, «Час оборотня» был найден в архивах Госфильмофонда. После того, как вопрос с авторскими правами был решён, фильм был опубликован 28 апреля 2021 года на Youtube-канале «„Одесская АльтернативА“ — творческая студия Игоря ШевченКо».